# Hoofd van een vrouw
Hoofd van een vrouw (Engels: Head of a Woman) is een schilderij toegeschreven aan Michiel Sweerts en gedateerd omstreeks 1654. Het werd in 1978 aangekocht door het J. Paul Getty Museum en valt te bezichtigen in het Getty Center in Los Angeles.

## Situering
De identiteit van de vrouw is niet bekend en aan haar bescheiden kledij is ook te zien dat het niet iemand was die een portret zou kunnen bestellen. Het genre sluit dan ook eerder aan bij de tronie: een oefening naar het leven die meer gericht was op expressiviteit en techniek dan op herkenbaarheid. Toch spreekt uit het portret een grote individualiteit. Het was absoluut niet gebruikelijk vrouwen van lagere status op die manier af te beelden, zonder de attributen van een genrestuk en zonder een of andere deugd of ondeugd te verbeelden. Sweerts toont met grote directheid en realisme een vrouw op leeftijd, die met haar rustige en pretentieloze waardigheid sympathie opwekt. Ze komt niet terug in ander werk van de schilder, wat er opnieuw op wijst dat het geen tronie in de strikte betekenis was. Mogelijk had het schilderij toch een didactische functie en gebruikte Sweerts het om de leerlingen van zijn Brusselse kunstacademie op te leiden, als kopieeroefening vóór ze zelf naar het leven gingen schilderen.

## Voorstelling
Met vloeiende penseelstreken schilderde Sweerts een vrouw tegen een donkere achtergrond. Geraffineerd licht beschijnt haar van de linkerkant. Het nog bruine haar werpt schaduwen op het voorhoofd. De dunne lippen vallen naar binnen en verraden dat de vrouw geen tanden meer heeft, maar toch is haar lach innemend. Andere tekenen van ouderdom zijn de fijne oogrimpels, de dunne huid, het lossere vel van de halsstreek... Ook de wrat op haar kaak is niet weggelaten. De ogen lijken aan staar te lijden en hun vochtigheid is kundig weergegeven door streepjes wit op de onderste oogleden. De kledij komt overeen met wat in de Nederlanden werd gedragen, waardoor het werk na Sweerts' Italiaanse periode wordt gedateerd. Rond haar hoofd draagt de vrouw een witte doek en ook haar hemd is wit. Erboven draagt ze een groen jasje met metalen sluitingen die oplichten. Het is op een paar plaatsen versteld en wordt net als het hemd duidelijk doorgedragen.

## Interpretatie
Simon Schama merkte op dat Sweerts niet uit is op platitudes over vergane schoonheid, maar dat hij juist de zachte nagalm ervan capteert.

## Tentoonstellingen
- Michael Sweerts (1618-1644), Amsterdam, San Francisco en Hartford, 2002
- Tronies – Marlene Dumas und die Alten Meister, München, 2010-2011
- Krasse koppen, Antwerpen en Dublin, 2023-2024

## Voetnoten
1. ↑  Yeager-Crasselt 2018, p. 84
2. ↑  Yeager-Crasselt 2018, p. 86
3. ↑  Simon Schama, "Another Dimension", The New Yorker, 28 oktober 2002: "Instead of doing what the hacks would do – offer the usual platitude about the loss of beauty – Sweerts actually observes beauty's sweetly lingering ghost."